# Paula Garcés

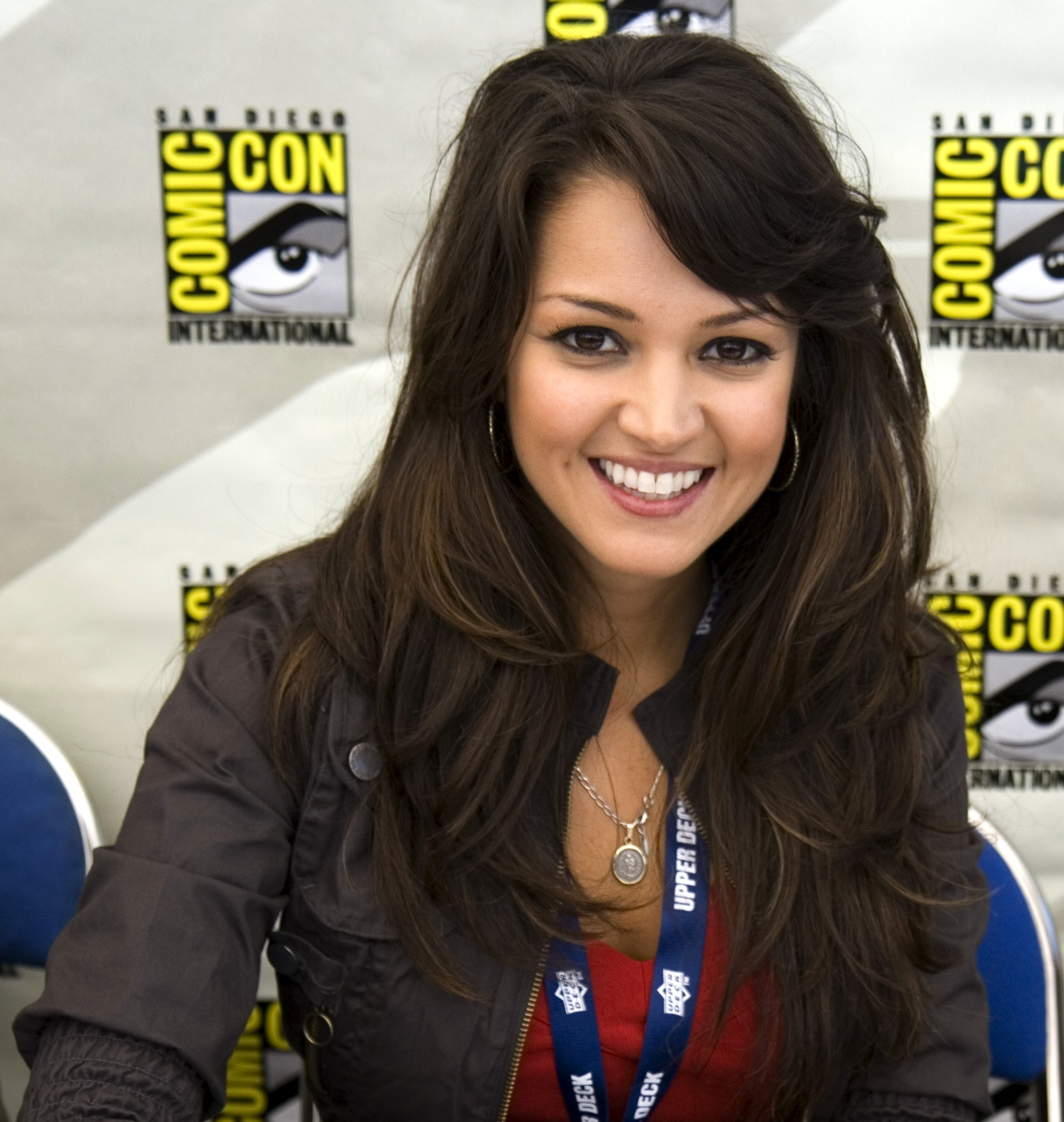
Paula Garcés (2008)

Paula Garcés (sinh ngày 20 tháng 3 năm 1974) là nữ diễn viên điện ảnh và truyền hình người Mỹ gốc Colombia, nổi tiếng với sự xuất hiện của cô trong các bộ phim như Clockstoppers, Man of the House và The Harold và Kumar Series, và trên các chương trình TV như CSI: Miami, The Shield, Law and Order: Special Victims Unit, The Sopranos, Oz, Devious Maids and All My Children..

## Cuộc đời
Paula Garcés sinh ngày 20 tháng 3 năm 1974 tại Medellin, Colombia. Khi còn rất nhỏ, cô chuyển tới East Harlem ở thành phố New York.

## Sự nghiệp
Cô đóng vai Alvina vào năm 1995 trong Dangerous Minds cùng Michelle Pfeiffer.
Garcés đồng đóng vai chính trong bộ phim phiêu lưu viễn tưởng thiếu niên năm 2002 của Paramount Pictures, Clockstoppers, với sự tham gia của Jesse Bradford. Sau đó cô được chọn thử vai trong bộ phim hài hip-hop của Richard Benjamin, Marci X.
Năm 2004, cô đóng vai chính trong chương trình National Lampoon's Pledge This!. Cô được giới thiệu trên CSI: Miami và đóng vai chính trong một bộ phim gồm 4 tập phim về NBC's Law và Order: Special Victims Unit, cũng như làm khách mời trong loạt hit của HBO, The Sopranos và Oz. Garcés sau đó đã đóng một vai diễn trong The Shield.
Garcés xuất hiện trong bộ phim điện ảnh New Line Cinema năm 2004 có tên là Harold & Kumar Go to White Castle, phần tiếp theo năm 2008 Harold & Kumar Escape từ Vịnh Guantanamo và phần tiếp theo năm 2011 A Very Harold & Kumar 3D Christmas, với vai diễn Maria.

## Đời tư
Đứa con đầu tiên của Garcés là con gái Skye Mahoney, 21 tuổi vào tháng 6 năm 2013. Năm 2002, cô kết hôn với Antonio Hernandez, một doanh nhân và nhà sản xuất. Sau hai lần sảy thai, Garcés và Hernandez đã chào đón một đứa con trai, Antonio Andrés Hernandez, vào ngày 20 tháng 11 năm 2013.

## Tham gia
1. ↑  "Today's history on this day". The Daily Telegraph. Australia. ngày 20 tháng 3 năm 2012, Retrieved ngày 30 tháng 5 năm 2014.
2. ↑  Valeria, Andrea (2011). El poder de tu cumpleaños: 366 Dias de Revealciones Astrologicas y Astronomicas. Penguin Group US. ISBN 9780983139010
3. ↑  Garcés, Paula (ngày 9 tháng 5 năm 2013). "Paula Garces’s Blog: Meet Me and My Family!" People.
4. ↑  "'Devious Maids' Star Paula Garces is Expecting!".
5. ↑  "Paula Garces Expecting Second Child".
6. ↑  "Paula Garces Welcomes Son Antonio Andres".
7. ↑  "Paula Garces: 'My Pregnancy Is A Miracle'".